# Ayénouan
Ayénouan este o comună din departamentul Aboisso, regiunea Sud-Comoé, Coasta de Fildeș.